# Награждённые орденом Ленина в 1941 году за боевые подвиги в Великой Отечественной войне
Список из 508 награждённых орденом Ленина в 1941 году за боевые подвиги в Великой Отечественной войне (как правило с формулировкой «За образцовое выполнение боевых заданий Командования на фронте борьбы с германским фашизмом»).
В их числе 121, впервые получившие звание  Герой Советского Союза (★ — посмертно), и 4 воинских подразделения.
Награждены Указами Президиума Верховного Совета СССР от:

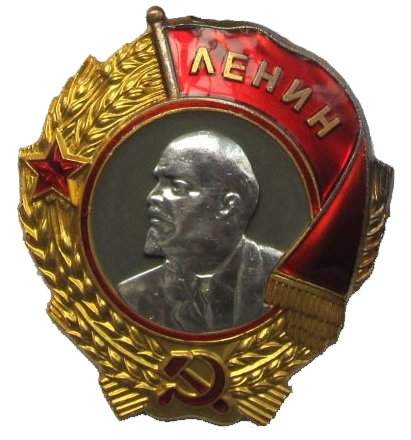
Орден Ленина третьего типа (1936—1943)

## Июль
| 8 июля | О присвоении звания Героя Советского Союза лётчикам военно-воздушных сил Красной Армии |
| 8 июля | - лётчики: 1. командир звена, младший лейтенант Здоровцев, Степан Иванович 2. младший лейтенант Жуков, Михаил Петрович 3. младший лейтенант Харитонов, Пётр Тимофеевич |
| 8 июля | О награждении орденами воздушных стрелков, лётчиков, техников, рядового состава военно-воздушных сил Красной Армии |
| 8 июля | 1. Власенко, Иван Власович — стрелок-бомбардир, сержант 2. Говоров, Пётр Тарасович — стрелок-радист, младший сержант 3. Данилов, Андрей Степанович — лётчик, старший политрук 4. Дерюгин, Сергей Сергеевич — командир звена, младший лейтенант 5. Дроздов, Иван Николаевич — командир эскадрильи, капитан 6. Киселёв, Пётр Петрович — лётчик, младший лейтенант 7. Манторов, Семён Иванович — командир эскадрильи, капитан 8. Смирнов, Василий Семёнович — стрелок-радист, старший сержант 9. Терёхин, Николай Васильевич — командир эскадрильи, старший лейтенант |
| 14 июля | О присвоении звания Героя Советского Союза лётчикам Военно-Морского Флота |
| 14 июля | - лётчики морской авиации: 1. капитан Антоненко, Алексей Касьянович 2. лейтенант Бринько, Пётр Антонович |
| 22 июля | О присвоении звания Героя Советского Союза генерал-майору танковых войск Семенченко К. А. |
| 22 июля | 1. генерал-майор Семенченко, Кузьма Александрович |
| 22 июля | О присвоении звания Героя Советского Союза начальствующему составу Красной Армии |
| 22 июля | 1. лейтенант Анохин, Константин Ефремович ★ 2. полковник Крейзер, Яков Григорьевич 3. капитан Кадученко, Иосиф Андриянович |
| 22 июля | О присвоении звания Героя Советского Союза начальствующему составу Красной Армии |
| 22 июля | 1. старший сержант Борисов, Александр Михайлович 2. младший сержант Грязнов, Александр Матвеевич ★ 3. старший лейтенант Иванов, Леонид Илларионович ★ 4. младший лейтенант Лукьянов, Александр Михайлович 5. старший лейтенант Маркуца, Павел Андреевич 6. капитан Матвеев, Владимир Иванович 7. капитан Михайлов, Леонид Васильевич ★ 8. лейтенант Титовка, Сергей Алексеевич ★ 9. старшина Тотмин, Николай Яковлевич |
| 22 июля | О награждении начальствующего и рядового состава Красной Армии |
| 22 июля | 1. младший командир Бабенко, Андрей Андреевич 2. лейтенант Гусев, Фёдор Николаевич 3. старший лейтенант Добродушнов, Николай Петрович 4. старший сержант Дудник Андрей Григорьевич 5. лейтенант Ермошкин, Ефим Яковлевич 6. старший политрук Зыбин, Николай Петрович 7. генерал-майор Кондрусев, Семён Михайлович 8. генерал-майор артиллерии Москаленко, Кирилл Семёнович 9. политрук Нехаев, Иван Антонович 10. младший сержант Попов, Андрей Петрович 11. подполковник Соколин, Владимир Васильевич 12. батальонный комиссар Сырцов, Василий Агапович 13. генерал-майор танковых войск Тамручи, Владимир Степанович 14. полковник Тимошенко, Михаил Павлович 15. капитан Чернявский, Григорий Александрович 16. капитан Чуксин, Фёдор Фёдорович |
| 22 июля | О награждении начальствующего и рядового состава Красной Армии |
| 22 июля | 1. старший лейтенант Кобец, Анатолий Петрович 2. младший политрук Кузнецов, Павел Людвигович 3. генерал-майор Поветкин, Степан Иванович 4. капитан Пронин, Семён Иосифович 5. полковник Рясик, Иван Тихонович 6. младший лейтенант Хмыров, Михаил Андреевич 7. капитан Цыганков, Пётр Тимофеевич 8. капитан Шепелев, Дмитрий Тихонович 9. старший лейтенант Щеглов, Александр Дмитриевич |
| О награждении начальствующего и рядового состава Красной Армии | |
| 1. лейтенант Вершинин, Андрей Николаевич 2. старший лейтенант Владимиров, Григорий Дмитриевич 3. старший лейтенант Гуреев, Павел Георгиевич 4. красноармеец Дидоренко, Николай Филиппович 5. майор Дубаль, Валентин Григорьевич 6. лейтенант Ерофеев, Пётр Стефанович 7. капитан Зайцев, Александр Петрович 8. красноармеец Игнатов, Алексей Семёнович 9. майор Каськов, Семён Романович 10. лейтенант Марин, Павел Александрович 11. лейтенант Мисяков, Иван Титович 12. старший лейтенант Мокшанов, Сергей Андрианович 13. старший лейтенант Нагоев, Степан Иванович 14. военфельдшер Некипелов, Алексей Аверьянович 15. старший лейтенант Пискарёв, Николай Владимирович 16. капитан Пчёлкин, Василий Григорьевич 17. старший лейтенант Руденский, Акиндин Иванович 18. лейтенант Смирнов, Павел Фёдорович | |
| 24 июля | О присвоении звания Героя Советского Союза полковнику Мишулину В. А. |
| 24 июля | - полковник Мишулин, Василий Александрович — командир танкового соединения |
| 24 июля | О присвоении звания Героя Советского Союза младшему лейтенанту Кудрявцеву Н. Л. |
| 24 июля | - младший лейтенант Кудрявцев, Никифор Лаврентьевич ★ |
| 24 июля | О награждении начальствующего и рядового состава Красной Армии |
| 24 июля | 1. майор Александров, Флигон Гаврилович 2. лейтенант Бердников, Василий Григорьевич 3. младший сержант Карло, Василий Иванович 4. старший лейтенант Комиссаров, Юрий Николаевич 5. майор Онищук, Сергей Фёдорович 6. младший лейтенант Проскурин, Григорий Гаврилович |
| 24 июля | О награждении начальствующего и рядового состава частей противовоздушной обороны Москвы |
| 24 июля | За «проявленное мужество и умение в отражении налётов вражеской авиации на Москву» награждены: 1. лейтенант Гошко, Степан Семёнович 2. старший лейтенант Клец, Иван Васильевич 3. младший лейтенант Мазепин, Пётр Александрович 4. капитан Титенков, Константин Николаевич 5. лейтенант Турукало Алексея Епифанович |
| 24 июля | О награждении начальствующего и рядового состава Красной Армии |
| 24 июля | 1. красноармеец Исмайлов, Ильяс Исмаилович 2. младший лейтенант Музыченко, Степан Афанасьевич 3. младший лейтенант Яковлев, Михаил Константинович |
| 25 июля | О присвоении звания Героя Советского Союза майору Попову Б. П. |
| 25 июля | - майор Попов, Борис Петрович ★ |
| 25 июля | О присвоении звания Героя Советского Союза красноармейцу Заходскому А. И. и полковнику Трубачёву В. А. |
| 25 июля | 1. красноармеец Заходский, Александр Иванович ★ 2. полковник Трубачёв, Василий Алексеевич |
| 26 июля | О присвоении звания Героя Советского Союза капитану Гастелло Н. Ф. |
| 26 июля | - капитан Гастелло, Николай Францевич ★ |
| 26 июля | О награждении начальствующего и рядового состава Красной Армии |
| 26 июля | - старший лейтенант Панфилов, Семён Яковлевич |

## Август
| 2 августа  | О присвоении звания Героя Советского Союза начальствующему составу Красной Армии |
| 2 августа  | 1. младший лейтенант Зайцев, Дмитрий Александрович 2. старший лейтенант Иванов, Иван Иванович ★ 3. капитан Сдобнов, Николай Андреевич |
| 2 августа  | О присвоении звания Героя Советского Союза красноармейцу Кольчаку Я. X. |
| 2 августа  | - красноармеец Кольчак, Яков Харитонович |
| 2 августа  | О награждении начальствующего и рядового состава Красной Армии |
| 2 августа  | 1. капитан Асаулов, Сергей Павлович 2. старший лейтенант Визинок, Кузьма Петрович 3. лейтенант Гладких, Михаил Никифорович 4. старший лейтенант Дмитриев, Василий Яковлевич 5. старший лейтенант Иевлев, Александр Иванович 6. младший лейтенант Кобызев, Константин Константинович 7. младший лейтенант Кобяков, Николай Фёдорович 8. батальонный комиссар Михайличенко, Александр Пантелеймонович 9. лейтенант Петров, Вячеслав Фёдорович 10. старший лейтенант Харченко, Иван Михайлович 11. капитан Чугунов, Василий Дмитриевич 12. сержант Шимкович, Иван Андреевич |
| 2 августа  | О награждении начальствующего состава Красной Армии |
| 2 августа  | 1. генерал-майор Гончаров, Михаил Дмитриевич 2. капитан Кнуренко, Николай Димидович 3. младший лейтенант Лабус, Михаил Илларионович 4. заместитель политрука Левашев, Никита Захарович 5. капитан Меринов, Пётр Григорьевич 6. заместитель политрука Панин, Александр Петрович 7. младший лейтенант Перепёлкин, Андрей Васильевич 8. лейтенант Храмушин, Михаил Николаевич |
| 5 августа  | О присвоении звания Героя Советского Союза полковник Лизюкову А. И. |
| 5 августа  | - полковник Лизюков, Александр Ильич |
| 6 августа  | О присвоении звания Героя Советского Союза т.т. Бумажкову Т. П. и Павловскому Ф. И., особо отличившимся в партизанской борьбе в тылу против германского фашизма |
| 6 августа  | - За «отвагу и геройство, проявленные в партизанской борьбе в тылу против германского фашизма»: 1. Бумажков, Тихон Павлович 2. Павловский, Фёдор Илларионович |
| 6 августа  | О награждении партизан, отличившихся в партизанской борьбе в тылу против германского фашизма |
| 6 августа  | - За «доблесть и мужество, проявленные в партизанской борьбе в тылу против германского фашизма» награждены: 1. Жуковский, Максим Иванович 2. Юрин, Семён Васильевич 3. Якубенко, Алексей Иванович |
| 8 августа  | О присвоении звания Героя Советского Союза летчику-истребителю младшему лейтенанту Талалихину В. В. |
| 8 августа  | - летчик-истребитель младший лейтенант Талалихин, Виктор Васильевич |
| 9 августа  | О присвоении звания Героя Советского Союза начальствующему составу Красной Армии |
| 9 августа  | 1. капитан Баталов, Фёдор Алексеевич 2. лейтенант Каменщиков, Владимир Григорьевич 3. младший лейтенант Ридный, Степан Григорьевич |
| 9 августа  | О награждении начальствующего и рядового состава Красной Армии |
| 9 августа  | 1. лейтенант Алейников, Захар Петрович 2. генерал-майор танковых войск Алексеенко, Илья Прокофьевич 3. полковой комиссар Афиногенов, Пётр Степанович 4. младший сержант Бернацкий, Павел Иосифович 5. майор Буслаев, Иван Ефимович 6. старший батальонный комиссар Вильховченко, Дмитрий Трофимович 7. полковник Гаген, Николай Александрович 8. генерал-майор Городнянский, Авксентий Михайлович 9. младший лейтенант Ерохин, Александр Ефимович 10. генерал-майор Корнеев, Николай Васильевич 11. майор Лебедев, Андрей Ефремович 12. генерал-майор Магон, Эрман Яковлевич 13. майор Москалёв, Игнат Алексеевич 14. лейтенант Мохов, Александр Васильевич 15. сержант Музаченко, Иван Сидорович 16. старший лейтенант Осипенко, Михаил Степанович 17. младший лейтенант Папушин, Алексей Данилович 18. младший лейтенант Потапов, Михаил Леонтьевича 19. лейтенант Почетовский, Андрей Афанасьевич 20. капитан Прошин, Иван Иванович (1-й орден 07.04.1940) 21. воентехник 2 ранга Рязанов, Анатолий Викторович 22. интендант 3 ранга Сивохо, Николай Александрович 23. военинженер 2 ранга Ситагашвили, Арчил Михайлович 24. лейтенант Слесаренко, Георгий Алексеевич 25. младший политрук Слехаренко, Василий Сидорович 26. младший сержант Соломатин, Михаил Никанорович 27. полковник Труфанов, Кузьма Григорьевич 28. красноармеец Федотов, Пётр Степанович 29. полковник Янсен, Борис Владимирович |
| 9 августа  | О награждении начальствующего и рядового состава Красной Армии |
| 9 августа  | - полковник Алексеев, Василий Фёдорович |
| 13 августа | О присвоении звания Героя Советского Союза начальствующему составу Военно-Морского Флота |
| 13 августа | 1. капитан Гречишников, Василий Алексеевич 2. капитан Ефремов, Андрей Яковлевич 3. капитан Плоткин, Михаил Николаевич 4. полковник Преображенский, Евгений Николаевич (1-й орден ▶, 3-й орден ▶) 5. капитан Хохлов, Пётр Ильич |
| 13 августа | О присвоении звания Героя Советского Союза начальствующему и рядовому составу Военно-Морского Флота |
| 13 августа | 1. старший сержант Кисляков, Василий Павлович 2. лейтенант Михалёв, Владимир Александрович 3. красноармеец Сокур, Пётр Трофимович |
| 13 августа | О награждении личного состава Военно-Морского Флота |
| 13 августа | 1. капитан Барабанов, Кузьма Николаевич 2. старший лейтенант Богрянцев, Михаил Иванович 3. генерал-майор береговой службы Кабанов, Сергей Иванович 4. капитан Карпов, Павел Петрович 5. майор Кудрявцев, Евгений (Алексеевич 6. старший лейтенант Лукьянов, Иван Петрович 7. капитан Лучихин, Александр Яковлевич 8. старший лейтенант Мартыщенко, Михаил Гаврилович 9. старший лейтенант Митин, Николай Иванович 10. капитан Шубиков, Арсений Васильевич |
| 13 августа | О награждении личного состава Военно-Морского Флота |
| 13 августа | 1. военинженер 2 ранга Баранов, Георгий Герасимович 2. лейтенант Дашковский, Николай Федосеевич 3. лейтенант Кравченко, Алексей Филиппович 4. старшина Кудряшов, Михаил Михайлович 5. лейтенант Мильгунов, Константин Александрович 6. старший лейтенант Николаев, Иван Егорович 7. старший лейтенант Сергеев, Николай Григорьевич 8. старший лейтенант Серебряков, Иван Григорьевич 9. старший лейтенант Трычков, Пётр Николаевич 10. старший лейтенант Фокин, Афанасий Иванович 11. лейтенант Чубатенко, Пётр Яковлевич 12. лейтенант Шилов, Василий Фёдорович |
| 15 августа | О присвоении звания Героя Советского Союза заместителю политрука Мери А. К. |
| 15 августа | - заместитель политрука Мери, Арнольд Константинович |
| 15 августа | О присвоении звания Героя Советского Союза начальствующему составу Красной Армии |
| 15 августа | 1. лейтенант Дубинец, Андрей Петрович 2. старший политрук Осипов, Кирилл Никифорович |
| 15 августа | О награждении начальствующего и рядового состава Красной Армии |
| 15 августа | 1. красноармеец Билык, Максим Фёдорович 2. политрук Булгаков, Григорий Аркадьевич 3. младший сержант Калюжный, Андрей Иванович 4. младший сержант Кучеренко, Павел Иванович 5. генерал-майор Степанов, Александр Михайлович ★ 6. капитан Тагиров, Сулейман Ахметович |
| 26 августа | О присвоении звания Героя Советского Союза начальствующему и рядовому составу войск НКВД СССР |
| 26 августа | 1. сержант Бузыцков, Иван Дмитриевич 2. лейтенант Ветчинкин, Кузьма Фёдорович 3. младший лейтенант Дивочкин, Александр Андреевич 4. старший лейтенант Кайманов, Никита Фаддеевич 5. красноармеец Кокорин, Анатолий Александрович ★ 6. старший лейтенант Константинов, Александр Константинович 7. младший сержант Михальков, Василий Фёдорович 8. старший политрук Руденко, Николай Матвеевич 9. лейтенант Рыжиков, Анатолий Васильевич |
| 26 августа | О награждении орденами и медалями СССР начальствующего и рядового состава войск и истребительных батальонов НКВД СССР |
| 26 августа | 1. красноармеец Анфимов, Николай Васильевич 2. лейтенант Банкузов, Анатолий Иванович 3. сержант Бовичев, Андрей Фёдорович 4. старший лейтенант Бондарев, Николай Васильевич 5. младший лейтенант Бурлаков, Иван Никифорович 6. младший сержант Волик, Павел Гаврилович 7. майор Воробьёв, Михаил Александрович 8. красноармеец Ворон, Семён Васильевич 9. младший сержант Гольтунов, Александр Алексеевич 10. младший лейтенант Гребенюк, Мина Моисеевич 11. красноармеец Долгов, Василий Петрович 12. старший лейтенант Ермолаев, Василий Александрович 13. красноармеец Ефимов, Василий Васильевич 14. капитан Землянский, Григорий Трофимович 15. младший политрук Иваков, Фёдор Михайлович 16. политрук Ивошин, Бориc Тимофеевич 17. младший сержант Кедров, Константин Фёдорович 18. красноармеец Козлов, Сергей Данилович 19. капитан Комаринец Фёдор Иванович 20. Кривоносов, Павел Елисеевич 21. старший лейтенант Крылов, Василий Фролович 22. батальонный комиссар Ланин, Георгий Григорьевич 23. Лиманский, Иван Васильевич 24. лейтенант Луценко, Дмитрий Архипович 25. старший лейтенант Ляпин, Василий Николаевич 26. ефрейтор Макаров, Александр Ильич 27. красноармеец Маслов, Михаил Леонтьевич 28. красноармеец Махров, Борис Родионович 29. красноармеец Мукомол, Алексей Власович 30. военврач 3-го ранга Муханов, Арсений Иванович 31. красноармеец Немеров, Иван Андреевич 32. подполковник Окоев, Григорий Иванович 33. капитан Пастернак Михаил Фёдорович 34. старший лейтенант Полников, Николай Николаевич 35. военветфельдшер Потуткин, Михаил Иванович 36. ефрейтор Ромашов, Иван Андреевич 37. лейтенант Семёнов, Николай Никитич 38. младший лейтенант Семёнов, Пётр Григорьевич 39. Смыслов, Вилле Иванович 40. сержант госбезопасности Собкалов, Пётр Захарович 41. лейтенант Стручков, Серафим Николаевич 42. сержант Тимошёв, Михаил Егорович 43. младший лейтенант Тихонченко, Алексей Наумович 44. лейтенант Шугин, Андрей Тарасович 45. старший политрук Яценко, Михаил Митрофанович |
| 31 августа | О присвоении звания Героя Советского Союза начальствующему и рядовому составу Красной Армии |
| 31 августа | 1. сержант Беляев, Яков Дмитриевич ★ 2. красноармеец Дмитриев, Николай Михайлович 3. майор Кузнецов, Дмитрий Игнатьевич ★ 4. капитан Хигрин, Борис Львович ★ 5. старший лейтенант Чепурной, Николай Миронович |
| 31 августа | О присвоении звания Героя Советского Союза красноармейцу Середа И. П. |
| 31 августа | - красноармеец Середа Иван Павлович |
| 31 августа | О награждении начальствующего и рядового состава Красной Армии |
| 31 августа | 1. лейтенант Барашков, Константин Васильевич 2. старший сержант Барыкин, Иван Иванович 3. полковник Бушуев, Иван Владимирович 4. лейтенант Жеребцов, Сергей Иванович 5. генерал-майор Зыгин, Алексей Иванович 6. красноармеец Ибрагимов, Мухамед 7. старший лейтенант Корецкий, Михаил Дмитриевич 8. капитан Кукушкин, Александр Алексеевич 9. майор Михайловский, Дмитрий Фёдорович ≠ 10. красноармеец Рудаков, Иван Матвеевич 11. старшина Семдянкин, Дмитрий Андреевич 12. старшина Слободянин, Ананий Семёнович 13. полковой комиссар Эйхман, Леонид Юрьевич |
| 31 августа | О награждении войсковых частей и соединений Красной Армии орденами Союза ССР |
| 31 августа | 1. 17-й мотострелковый полк 2. 355-й стрелковый полк |

## Сентябрь
| 11 сентября | О присвоении звания Героя Советского Союза начальствующему составу Красной Армии |
| 11 сентября | 1. подполковник Батраков, Матвей Степанович 2. полковник Некрасов, Иван Михайлович |
| 11 сентября | О присвоении звания Героя Советского Союза командиру авиаполка майору Ложечникову А. А. и командиру авиаэскадрильи старшему лейтенанту Мошковскому С. Ф. |
| 11 сентября | 1. майор Ложечников, Андрей Александрович 2. старший лейтенант Машковский, Степан Филиппович |
| 11 сентября | О награждении орденами СССР начальствующего и рядового состава Военно-Воздушных Сил Красной Армии |
| 11 сентября | 1. майор Набатов, Григорий Тихонович 2. батальонный комиссар Петленко, Александр Дормидонтович 3. майор Филиппов, Виктор Павлович 4. полковник Хмелевский, Николай Григорьевич 5. майор Щеголеватых Гавриил Филиппович |
| 16 сентября | О присвоении звания Героя Советского Союза лётчику капитану Сафонову Б. Ф. |
| 16 сентября | - лётчик капитан Сафонов, Борис Феоктистович |
| 16 сентября | О присвоении звания Героя Советского Союза лётному составу Красной Армии и Военно-Морского Флота |
| 16 сентября | 1. капитан Крюков, Николай Васильевич 2. лейтенант Лаконин, Вениамин, Иванович 3. майор Малыгин, Василий Иванович 4. капитан Тихонов, Василий Гаврилович 5. майор Щелкунов, Василий Иванович |
| 16 сентября | О награждении орденами СССР лётного состава Красной Армии и Военно-Морского Флота |
| 16 сентября | 1. старший лейтенант Бурганов, Али Алимович 2. старший политрук Васильев, Михаил Александрович 3. лейтенант Линьков, Василий Васильевич 4. капитан Муратбеков, Хапрула Шакирович 5. лейтенант Пархоменко, Григорий Иванович 6. старший политрук Павлов, Анатолий Георгиевич 7. старший лейтенант Плотников, Серафим Васильевич 8. старший лейтенант Строганов, Василий Парфилович 9. старший лейтенант Ткаченко, Кузьма Сафронович |
| 16 сентября | О награждении орденами СССР личного состава Военно-Морского Флота |
| 16 сентября | 1. лейтенант Бойко, Дионисий Парамонович 2. краснофлотец Клименко, Семён Игнатьевич 3. капитан Ламзин, Алексей Степанович 4. младший сержант Нечипуренко, Александр Алексеевич 5. майор Потапов, Алексей Степанович |
| 16 сентября | О награждении орденами СССР личного состава Военных Воздушных Сил Военно-Морского Флота |
| 16 сентября | 1. лейтенант Алиев, Гусейн Бала оглы 2. младший лейтенант Панкратьев, Борис Константинович |
| 18 сентября | О награждении орденами СССР лётного состава Военно-Воздушных Сил Красной Армии |
| 18 сентября | - Иванов, Евдоким Лазаревич |

## Октябрь 1941 майор 139коного полка Насальскиий Степан Ильич[3]
46 награждённых, в том числе 1 воинское подразделение и 11 с присвоением звания Героя Советского Союза.
| 4 октября  | О присвоении звания Героя Советского Союза командиру 4-го штурмового авиаполка майору Гетьман С. Г. |
| 4 октября  | - командир 4-го штурмового авиаполка майор Гетьман, Семён Григорьевич |
| 4 октября  | О награждении 4-го штурмового авиаполка |
| 4 октября  | За «отличное выполнение боевых заданий Командования на фронте борьбы с немецкими захватчиками и проявленные при этом доблесть и мужество» награждён - 4-й штурмовой авиаполк |
| 4 октября  | О награждении орденами СССР начальствующего и рядового состава военно-воздушных сил Красной Армии |
| 4 октября  | 1. полковник Борисенко, Михаил Харламович 2. полковник Дубошин, Алексей Михайлович 3. генерал-майор интендантской службы Константинов, Михаил Петрович 4. бригадный инженер Мезинов, Антон Иванович 5. полковник Рухле, Иван Никифорович 6. полковник Трифонов, Николай Константинович |
| 7 октября  | О награждении орденами и медалями СССР начальствующего и рядового состава военно-воздушных сил Красной Армии |
| 7 октября  | 1. батальонный комиссар Рябов, Борис Евдокимович 2. капитан Холобаев, Константин Николаевич |
| 10 октября | О присвоении звания Героя Советского Союза танкисту старшему сержанту Любушкину И. Т. |
| 10 октября | - танкист старший сержант Любушкин, Иван Тимофеевич |
| 10 октября | О награждениин начальствующего и рядового состава танковых войск Красной Армии |
| 10 октября | 1. заместитель политрука Багурский, Евгения Григорьевич 2. старший сержант Петров, Андрей Петрович |
| 22 октября | О присвоении звания Героя Советского Союза начальствующему составу военно-воздушных сил Красной Армии |
| 22 октября | 1. младший лейтенант Молодчий, Александр Игнатьевич 2. капитан Рогов, Алексей Георгиевич ★ |
| 22 октября | О присвоении звания Героя Советского Союза начальствующему составу военно-воздушных сил Красной Армииа |
| 22 октября | 1. лейтенант Дудин, Николай Максимович 2. лейтенант Мигунов, Василий Васильевич 3. старший лейтенант Муравицкий, Лука Захарович 4. младший лейтенант Попов, Александр Васильевич ★ 5. старший лейтенант Хитрин, Василий Алексеевич |
| 22 октября | О награждении орденами и медалями СССР начальствующего и рядового состава военно-воздушных сил Красной Армии |
| 22 октября | 1. генерал-майор авиации Ворожейкин Григорий Алексеевич 2. генерал-полковник авиации Жигарев, Павел Фёдорович 3. армейский комиссар 2-го ранга Степанов Павел Степанович 4. майор Юдаков, Алексей Петрович 5. лейтенант Баленко, Александр Алексеевич 6. майор Богданов, Владимир Карпович 7. капитан Галинский, Иван Фёдорович 8. лейтенант Гаранин, Алексей Дмитриевич 9. старший лейтенант Куликов, Сергей Иванович 10. капитан Лавренцов, Илларион Фёдорович 11. младший лейтенант Лапшов, Сергей Ильич 12. интендант 1-го ранга Любимов, Александр Иванович 13. капитан Малофеев, Виктор Борисович 14. лейтенант Мирошников, Николай Андреевич 15. капитан Новиков, Александр Георгиевич 16. лейтенант Пономаренко, Владимир Васильевич 17. младший лейтенант Соловьёв, Василий Иванович 18. лейтенант Ткаченко, Василий Григорьевич 19. лейтенант Тыклин, Николай Петрович 20. капитан Хуртин, Виктор Сергеевич 21. младший сержант Чхиквишвили, Давид Иосифович 22. старший лейтенант Яницкий, Лев Викторович 23. младший лейтенант Корниенко, Георгий Данилович 24. лейтенант Шуверов, Алексей Алексеевич |
| 28 октября | О присвоении звания Героя Советского Союза начальствующему составу военно-воздушных сил Красной Армии |
| 28 октября | 1. лейтенант Катрич Алексей Николаевич 2. капитан Титенков, Константин Николаевич |

## Ноябрь
| 9 ноября  | О присвоении звания Героя Советского Союза начальствующему и рядовому составу Красной Армии |
| 9 ноября  | 1. младший сержант Курбан-Дурды 2. майор Миклей, Геннадий Валерьевич ★ 3. красноармеец Овчаренко, Дмитрий Романович 4. полковник Пушкин, Ефим Григорьевич 5. полковник Шепетов, Иван Михайлович |
| 9 ноября  | О присвоении звания Героя Советского Союза младшему сержанту Стемасову П. Д. |
| 9 ноября  | - младший сержант Стемасов, Пётр Дмитриевич |
| 9 ноября  | О присвоении звания Героя Советского Союза майору Кротову Б. А. |
| 9 ноября  | - майор Кротов, Борис Андреевич ★ |
| 9 ноября  | О награждении войсковых частей Красной Армии |
| 9 ноября  | - 29-й истребительный авиационный полк |
| 10 ноября | О награждений орденами Союза ССР начальствующего состава артиллерии Красной Армии |
| 10 ноября | :За «образцовое выполнение задания Командования на фронте борьбы с немецкими захватчиками и проявленные при этом отвагу и мужество» награждены: 1. генерал-лейтенант артиллерии Говоров, Леонид Александрович 2. генерал-майор артиллерии Краснопевцев, Семён Александрович |
| 10 ноября | О награждении орденом Ленина генерал-майора танковых войск Катукова М. Е. |
| 10 ноября | :За «образцовое выполнение задания Командования на фронте борьбы с немецкими захватчиками и проявленные при этом отвагу и мужество» награждён: - генерал-майор танковых войск Катуков, Михаил Ефимович |
| 19 ноября | О награждении орденами и медалями СССР начальствующего и рядового состава артиллерийских частей ПВО Красной Армии |
| 19 ноября | 1. красноармеец Беспалов, Иван Иванович 2. лейтенант Волнянский, Григорий Матвеевич ★ |
| 20 ноября | О присвоении звания Героя Советского Союза начальствующему и рядовому составу Красной Армии |
| 20 ноября | 1. лейтенант Бирюков, Борис Васильевич 2. старший политрук Васильев, Борис Михайлович 3. сержант Ватомов, Яков Иосифович 4. красноармеец Карандаков, Виктор Владимирович 5. лейтенант Коцеба, Григорий Андреевич 6. красноармеец Криворотов, Михаил Павлович 7. старший политрук Кириченко, Алексей Петрович ★ 8. лейтенант Кударь, Пётр Сергеевич ★ 9. танкист, младший механик Кудрин, Иван Степанович 10. капитан Локтионов, Андрей Фёдорович 11. красноармеец Обухов, Николай Феоктистович 12. младший лейтенант Перепелица, Александр Михайлович 13. сержант Степанов, Арсентий Иванович 14. младший сержант Тикиляйнен, Пётр Абрамович ★ 15. капитан Фаткулин, Фарит Мухаметзянович 16. ефрейтор Цыбулёв, Алексей Иванович 17. младший лейтенант Чистяков, Евгений Михайлович 18. старший сержант Шашло, Тимофей Максимович |
| 20 ноября | О награждении орденами и медалями СССР начальствующего и рядового состава Красной Армии |
| 20 ноября | 1. сержант Бекжанов, Картбай 2. лейтенант Волков, Юрий Васильевич 3. политрук Иванов, Николай Константинович 4. красноармеец Карелин, Сергей Яковлевич 5. старший политрук Куприн, Сергей Устинович 6. красноармеец Котляренко, Иван Андреевич 7. лейтенант Овладеев, Владимир Георгиевич 8. старший политрук Окишев, Алексей Алексеевич 9. лейтенант Подрезов, Александр Константинович 10. лейтенант Ралдугин, Михаил Иванович 11. старший сержант Савосин, Сергей Никитич 12. младший сержант Самсонов, Николай Максимович 13. лейтенант Соловьёв, Пётр Михайлович 14. сержант Уваров, Геннадий Арсентьевич 15. красноармеец Эрямкин, Василий Иванович |
| 26 ноября | О присвоении звания Героя Советского Союза лётному составу Гражданского воздушного флота |
| 26 ноября | 1. Груздин Александр Иванович 2. Кашуба, Павел Тарасович |
| 27 ноября | О награждении лётчиков Британского Королевского Воздушного Флота |
| 27 ноября | 1. полковник Ишервуд Н. Л. 2. майор Рук Э. С. 3. майор Миллер Э. Н. 4. сержант Хоу Ч. Ф. |

## Декабрь
| 9 декабря  | О награждении орденами и медалями СССР начальствующего состава Красной Армии |
| 9 декабря  | Указом ПВС СССР утверждено награждение, произведённое Военным Советом Южного фронта (приказ № 01/H от 5 ноября 1941 г.) 1. политрук Дурягин, Степан Филатович 2. старший политрук Савелов, Митрофан Пантелеевич |
| 9 декабря  | О награждении орденами и медалями СССР начальствующего и рядового состава Красной Армии |
| 9 декабря  | Указом ПВС СССР утверждено награждение, произведённое Военным Советом Южного фронта (приказ № 03/Н от 5 ноября 1941 г.) - младший лейтенант Соколов, Андрей Яковлевич |
| 9 декабря  | О награждении орденами и медалями СССР начальствующего и рядового состава Красной Армии |
| 9 декабря  | Указом ПВС СССР утверждено награждение, произведённое Военным Советом Южного фронта (приказ № 04/Н от 5 ноября 1941 года) 1. старший сержант Абрамов, Пётр Михайлович 2. младший лейтенант Бугаев, Николай Семёнович 3. лейтенант Заика, Иван Маркелович 4. младший лейтенант Иванов, Никита Парфёнович 5. младший лейтенант Кулебякин, Иван Васильевич |
| 11 декабря | О присвоении звания Героя Советского Союза старшему сержанту Мамедову И. М. |
| 11 декабря | - старший сержант Мамедов, Истрафуил Магорилович |
| 15 декабря | О награждении орденами и медалями СССР начальствующего и рядового состава Красной Армии |
| 15 декабря | Указом ПВС СССР утверждено награждение, произведённое Военным Советом Западного фронта (приказ № 0247 от 30 октября 1941 года) 1. старший лейтенант Голощапов, Георгий Андреевич 2. красноармеец Шнитков, Илья Васильевич |
| 15 декабря | О награждении орденами и медалями СССР начальствующего и рядового состава Красной Армии |
| 15 декабря | Указом ПВС СССР утверждено награждение, произведённое Военным Советом Западного фронта (приказ № 0259 от 1 ноября 1941 года) - старшина Корнеев, Иван Иванович |
| 15 декабря | О награждении орденами и медалями СССР начальствующего и рядового состава Красной Армии |
| 15 декабря | Указом ПВС СССР утверждено награждение, произведённое Военным Советом Южного фронта (приказ № 014/Н от 5 ноября 1941 года) 1. лейтенант Вдовин, Алексей Архипович 2. лейтенант Волков, Гавриил Николаевич 3. лейтенант Губарев, Александр Сергеевич 4. младший лейтенант Долгих, Гавриил Иннокентьевич 5. лейтенант Евангилиди, Виктор Михайлович 6. младший лейтенант Кузнецов, Георгий Дмитриевич 7. старший лейтенант Мальцев, Пётр Никифорович 8. лейтенант Назаренко, Дмитрий Павлович 9. сержант Олейников, Иван Сергеевич 10. старший лейтенант Петрович, Михаил Юльянович 11. капитан Полянский, Владимир Иванович 12. младший лейтенант Самойлов, Александр Иванович 13. младший лейтенант Сидоров, Михаил Андреевич 14. младший лейтенант Фёдоров, Аркадий Васильевич 15. сержант Хорошильцев, Иван Стефанович 16. лейтенант Цепурдей, Михаил Максимович |
| 15 декабря | О награждении орденами и медалями СССР начальствующего и рядового состава Красной Армии |
| 15 декабря | Указом ПВС СССР утверждено награждение, произведённое Военным Советом Южного фронта (приказ №015/Н от 5 ноября 1941 года) 1. капитан Давидков, Виктор Иосифович 2. подполковник Котляр, Феодосий Парфирьевич 3. младший лейтенант Лазаренко, Михаил Павлович 4. старший лейтенант Маскалюк, Виктор Ефимович 5. старший лейтенант Овсянников, Тимофей Никитович 6. капитан Постнов, Михаил Дмитриевич |
| 15 декабря | О награждении младшего политрука Васильева Ф. В. |
| 15 декабря | Указом ПВС СССР утверждено награждение, произведённое Военным Советом Западного фронта (приказ № 308 от 19 ноября 1941 года) - младший политрук Васильев, Фёдор Васильевич |
| 15 декабря | О награждении орденами и медалями СССР начальствующего и рядового состава Красной Армии |
| 15 декабря | Указом ПВС СССР утверждено награждение, произведённое Западного фронта (приказ № 0316 от 23 ноября 1941 года) 1. красноармеец Алексеев, Пётр Петрович 2. майор Вовченко, Иван Антонович 3. подполковник Гусев, Павел Васильевич 4. лейтенант Жуйков, Сергей Иванович 5. сержант Казючин, Антон Николаевич 6. старший сержант Коломийцев, Дмитрий Никитич 7. младший лейтенант Коробков, Михаил Евстафьевич 8. младший лейтенант Костиков, Михаил Михайлович 9. майор Московец, Пимен Корнеевич 10. лейтенант Паршин, Иван Гаврилович 11. старший лейтенант Романов, Анатолий Александрович 12. старший лейтенант Садовенко, Андрей Венедиктович 13. младший лейтенант Точилкин, Фёдор Иванович |
| 17 декабря | О присвоении звания Героя Советского Союза начальствующему и рядовому составу Красной Армии |
| 17 декабря | 1. младший лейтенант Зайцев, Василий Михайлович ★ 2. лейтенант Ковшаров, Иван Акимович 3. политрук Кузьмин, Михаил Кузьмич ★ 4. красноармеец Мананов, Ильдар Мананович 5. лейтенант Панфилов, Василий Дмитриевич 6. старший лейтенант Пятикоп, Михаил Евгеньевич ★ 7. младший сержант Ращупкин, Андрей Иванович ★ 8. старший лейтенант Силантьев, Александр Петрович |
| 17 декабря | О награждении орденами и медалями СССР начальствующего и рядового состава Красной Армии |
| 17 декабря | 1. майор Абраменко, Иван Ефимович 2. красноармеец Абрамов, Василий Евдокимович 3. батальонный комиссар Алексеев, Сергей Александрович 4. красноармеец Андреев, Михаил Игнатьевич 5. младший лейтенант Бабешко, Иван Фёдорович 6. майор Бацкиауры, Дмитрий Георгиевич 7. полковник Виноградов, Павел Семёнович 8. сержант Воробьёв, Егор Прокопьевич 9. старшина Галанов, Гарфилий Иосифович 10. лейтенант Денисов, Иван Павлович 11. сержант Дормидонов, Дмитрий Яковлевич 12. политрук Зерецский, Георгий Леонтьевич 13. старший лейтенант Кондрацкий, Владимир Иванович 14. капитан Костенко, Пётр Иванович 15. полковник Кошевой, Пётр Кириллович 16. старший политрук Кравченко, Леонид Филиппович 17. батальонный комиссар Кузнецов, Николай Григорьевич 18. младший командир Курганов, Иван Тихонович 19. политрук Мальцев, Виктор Иванович 20. майор Марков, Андрей Данилович 21. старшина Мотричко, Георгий Васильевич 22. капитан Матрунчик, Иосиф Васильевич 23. старший лейтенант Минеев, Яков Леонтьевич 24. красноармеец Петров, Иван Павлович 25. сержант Россолов, Иван Иванович 26. младший лейтенант Рублёв, Николай Тихонович 27. старший лейтенант Санков, Александр Демьянович 28. старший лейтенант Смирнов, Алексей Николаевич 29. капитан Стебунов, Борис Филиппович 30. старший политрук Трифонов, Николай Павлович 31. капитан Федин, Александр Ермолаевич 32. полковник Ходов, Сергей Яковлевич |
| 21 декабря | О присвоении звания Героя Советского Союза генерал-майору Доватору Л. М. |
| 21 декабря | - генерал-майор Доватор, Лев Михайлович ★ |
| 27 декабря | О присвоении звания Героя Советского Союза начальствующему составу Красной Армии |
| 27 декабря | 1. капитан Греков, Леонид Игнатьевич ★ 2. лейтенант Лисконоженко, Николай Гаврилович ★ 3. младший лейтенант Оплеснин, Николай Васильевич |
| 27 декабря | О награждении орденами и медалями СССР начальствующего и рядового состава Красной Армии |
| 27 декабря | 1. капитан Андреев, Василий Дмитриевич 2. старший лейтенант Некрылов, Алексей Яковлевич 3. красноармеец Тупицын, Иван Семёнович 4. старший лейтенант Фёдотов, Андрей Андреевич |
| 27 декабря | О награждении орденами СССР начальствующего состава Красной Армии |
| 27 декабря | 1. подполковник Воротников, Михаил Андреевич 2. майор Лучников, Сергей Петрович 3. полковник Немцевич, Юрий Александрович 4. генерал-майор Неретин, Василий Иванович ★ 5. полковой комиссар Попенко, Андрей Иванович 6. генерал-майор Рубцов, Фёдор Дмитриевич ★ 7. полковник Ушаков, Владимир Алексеевич |
| 29 декабря | О награждении орденами и медалями СССР начальствующего и рядового состава Красной Армии |
| 29 декабря | 1. интендант 3-го ранга Артёмов, Иван Сергеевич 2. контр-адмирал Жуков, Гавриил Васильевич 3. контр-адмирал Заяц, Николай Филиппович 4. старший политрук Косьяненко, Николай Степанович 5. капитан госбезопасности Малинин, Леонид Андреевич 6. краснофлотец Негреба, Михаил Макарович |